# Formica sepulta
Formica sepulta är en myrart som beskrevs av Théobald 1937. Formica sepulta ingår i släktet Formica och familjen myror. Inga underarter finns listade i Catalogue of Life.